# René Roque
René Roque (* 15. Oktober 1941 in Alès, Gard; † 11. Juli 2006 in Nîmes) war ein französischer Boxer. Er war Europameister der Berufsboxer im Super-Leichtgewicht.

## Werdegang
Nach kurzer Amateurzeit wurde René Roque 1963 Berufsboxer. Sein Domizil war Lyon und sein Manager wurde Jean Bretonnel. Seinen ersten Kampf bestritt er am 6. September 1963 in Aosta, wo er im Leichtgewicht gegen den Italiener Enrico Piccinelli nach Punkten verlor. In den folgenden zweieinhalb Jahren lieferte er viele gute Kämpfe gegen teilweise sehr starke Gegner, von denen er nur zwei verlor. Er kletterte damit in der französischen Rangliste im Leichtgewicht in eine Spitzenposition. Einer der Gegner in dieser Zeit, gegen den er verlor, war der Spanier Pedro Carrasco, einer der stärksten Boxer Europas in seiner Gewichtsklasse.
Am 11. März 1967 wurde René Roque in Villeurbanne mit einem Punktsieg über Jacques Kancellary französischer Meister im Leichtgewicht. Seine Bestrebungen, in Europa weiter nach vorne zu kommen, wurden am 26. Juli 1967 in Aberavon von dem Schotten Ken Buchanan, der ihn klar nach Punkten besiegte, gestoppt. Den französischen Meistertitel im Leichtgewicht konnte René Roque aber noch zweimal erfolgreich verteidigen. Am 17. Mai 1968 boxte er in Villeurbanne gegen Maurice Tavant unentschieden und mit dem gleichen Resultat endete auch seine Titelverteidigung gegen Leonard Tavarez am 16. Dezember 1968 in Paris.
Wenige Monate später gab er diesen Titel freiwillig zurück, weil er das Gewicht nicht mehr bringen konnte. Er kämpfte dafür am 31. März 1969 in Paris gegen Roger Zami um den französischen Meistertitel im Super-Leichtgewicht und gewann diesen Kampf durch K. o.
Am 22. April 1970 wurde René Roque in Montecatini Terme auch Europameister in dieser Gewichtsklasse. Er besiegte dabei den Titelverteidiger Sandro Lopopolo aus Italien nach Punkten. Von vielen, hauptsächlich natürlich von den italienischen „Box-Experten“ wurde allerdings dem mit der alleinigen Entscheidung befugten österreichischen Ringrichter Kurt Rado ein Fehlurteil unterstellt. Nach diesem Sieg erschien René Roque erstmals im Juni 1970 in der Weltrangliste des Box-Experten Nat Fleischer in der Fachzeitschrift The Ring auf Rang 8 im Super-Leichtgewicht.
Manager Jean Bretonnel, sicher einer der fähigsten Box-Manager jener Jahre, hatte für den 10. Juli 1970 für René Roque einen Weltmeisterschaftskampf (WBC) in Lignano zustande gebracht. Titelverteidiger im Super-Leichtgewicht war der Italiener Bruno Arcari. In der dritten Runde dieses Kampfes erlitt Arcari in einer unübersichtlichen Nahkampfsituation eine klaffende Augenbrauenverletzung am linken Auge. Er konnte danach aber weiterboxen. In der sechsten Runde unterlief Rene Roque ein Kopfstoß, bei dem Arcari eine Augenbrauenverletzung am rechten Auge erlitt. Auf Anraten des Ringarztes, der ein Weiterkämpfen von Arcari untersagte, wurde daraufhin René Roque von Ringrichter Nello Martinelli disqualifiziert. Empörte Anhänger von ihm stürmten daraufhin den Ring und es war schließlich René Roque selbst, der sie mäßigend auf sie einwirkte und sie bat den Ring wieder zu verlassen, was sie dann auch taten (Box Sport Nr. 29/30/1970, Seite 27).
Nach diesem unglücklich verlaufenen Kampf verteidigte René Roque seinen Europameistertitel im Super-Leichtgewicht noch viermal erfolgreich. Am 27. August 1970 reichte ihm dazu in Valby ein Unentschieden gegen den Dänen Børge Krogh. Am 16. November 1970 bezwang er in Paris seinen Landsmann Roger Zami nach Punkten. Mit dem gleichen Ergebnis siegte er auch am 27. Dezember 1970 in Lyon über den Italiener Romano Fanali und schließlich kämpfte er am 16. März 1971 in Wien gegen den mit einer österreichischen Lizenz boxenden Türken Cemal Kamaci unentschieden.
Am 21. Mai 1971 verlor er schließlich in Madrid den Europameistertitel an Pedro Carrasco, gegen den er 1965 schon einmal verloren hatte. Am 17. Juni 1972 hatte er dann noch einmal die Chance französischer meister im Super-Leichtgewicht zu werden. Er verlor aber gegen Baldassare Picone nach Punkten. Das war der letzte Kampf in seiner Karriere.

## Titelkämpfe von Rene Roque
| Datum      | Ort                            | um den Titel von/der | Gewichtsklasse | Ergebnis                                                                 |
| ---------- | ------------------------------ | -------------------- | -------------- | ------------------------------------------------------------------------ |
| 11.3.1967  | Villeurbanne                   | Frankreich           | Leicht         | Punktsieg über Jacques Kancellary                                        |
| 17.5.1968  | Villeurbanne                   | Frankreich           | Leicht         | Unentschieden gegen Maurice Tavant                                       |
| 16.12.1968 | Palais des Sports Paris        | Frankreich           | Leicht         | Unentschieden gegen Leonard Tavarez                                      |
| 31.3.1969  | Paris                          | Frankreich           | Super-Leicht   | K.O.-Sieg über Roger Zami                                                |
| 22.4.1968  | Montecatini Terme              | Europa (EBU)         | Super-Leicht   | Punktsieg über Sandro Lopopolo, Italien                                  |
| 19.7.1970  | Lignano                        | Welt (WBC)           | Super-Leicht   | Disqualifikations-Niederlage in der 6. Runde gegen Bruno Arcari, Italien |
| 27.8.1970  | Valby                          | Europa (EBU)         | Super-Leicht   | Unentschieden gegen Børge Krogh, Dänemark                                |
| 16.11.1970 | Paris                          | Europa (EBU)         | Super-Leicht   | Punktsieg über Roger Zami, Frankreich                                    |
| 27.12.1970 | Lyon                           | Europa (EBU)         | Super-Leicht   | Punktsieg über Romano Fanali, Italien                                    |
| 16.3.1971  | Wien                           | Europa (EBU)         | Super-Leicht   | Unentschieden gegen Cemal Kamaci, Österreich                             |
| 21.5.1971  | Palacio de los Deportes Madrid | Europa (EBU)         | Super-Leicht   | Punktniederlage gegen Pedro Carrasco, Spanien                            |
| 17.6.1972  | Colombes                       | Frankreich           | Super-Leicht   | Punktniederlage gegen Baldassare Picone                                  |